# جلان ويكسلر
جلان ويكسلر (بالإنجليزية: Glen Wexler)‏ هو مصور أمريكي، ولد في 15 سبتمبر 1955 في بالم سبرينغس في الولايات المتحدة.